# Teilkapitulation der Wehrmacht für Nordwestdeutschland, Dänemark und die Niederlande

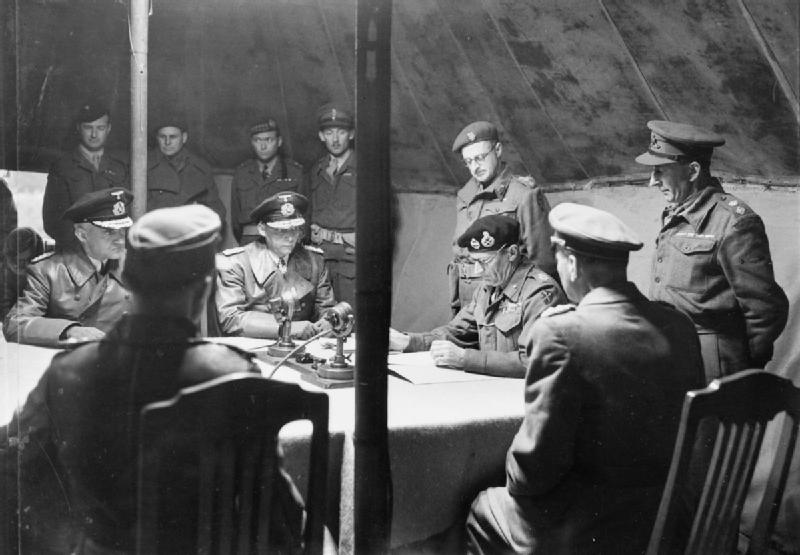
Unterzeichnung der Kapitulationserklärung am 4. Mai 1945 in einem Zelt auf dem Timeloberg, am Tisch v. l. n. r. Konteradmiral Gerhard Wagner, Generaladmiral Hans-Georg von Friedeburg, Feldmarschall Bernard Montgomery und General Eberhard Kinzel

Die Teilkapitulation der Wehrmacht für Nordwestdeutschland, Dänemark und die Niederlande
am Ende des Zweiten Weltkriegs wurde nach Verhandlungen am 4. Mai 1945 um 18 Uhr auf dem Timeloberg nahe Wendisch Evern bei Lüneburg unterzeichnet. Sie trat am 5. Mai um 8 Uhr in Kraft. Die Teilkapitulation der Wehrmacht war bedingungslos und enthielt die Zusage, die Kampfhandlungen gegenüber den alliierten Streitkräften in den genannten Gebieten zu beenden. Unterzeichnet wurde die Kapitulationsurkunde von einer deutschen Delegation unter Leitung von Generaladmiral Hans-Georg von Friedeburg gegenüber dem britischen Feldmarschall Bernard Montgomery. Der Teilkapitulation folgte die am 8. Mai 1945 in Kraft getretene bedingungslose Kapitulation der Wehrmacht.

## Vorgeschichte
Nach der Einnahme von Lüneburg durch britische Truppen am 18. April 1945 richtete der Oberbefehlshaber der 21st Army Group Bernard Montgomery sein Hauptquartier zunächst auf einem Bauernhof in Oedeme ein. Am 30. April verlegte er es in die Villa Möllering in Häcklingen, die außerdem vom Befehlshaber der 2. britischen Armee, Miles Dempsey, bezogen wurde. Am 1. Mai schlug Montgomery mit seinem engeren Stab ein „tactical headquarters“ auf dem etwa 79 Meter hohen Timeloberg bei Wendisch Evern auf, wo er in einem Wohnwagen lebte. Die Anhöhe überragt das umgebende Gelände um etwa 30 Meter und bot ihm einen Ausblick auf die Stadt Lüneburg. Sie lag in einem seit Jahrzehnten von der Garnison Lüneburg als Truppenübungsplatz genutzten Gebiet.
Am 28. April trafen sich die Alliierten mit deutschen Vertretern wegen des Hongerwinter in Achterveld und kündigten ultimativ den Beginn der humanitären Luftversorgung (Operationen Manna und Chowhound) für den Folgetag an. Am 30. April stimmte Seyß-Inquart beim Treffen mit Walter Bedell Smith, Prinz Bernhard und General Iwan Alexejewitsch Susloparow dem Waffenstillstand von Achterveld für die Niederlande zu. Am 2. Mai wurde der Vertrag mit den technischen Einzelheiten in Wageningen unterzeichnet.

## Verlauf

### Vorverhandlungen

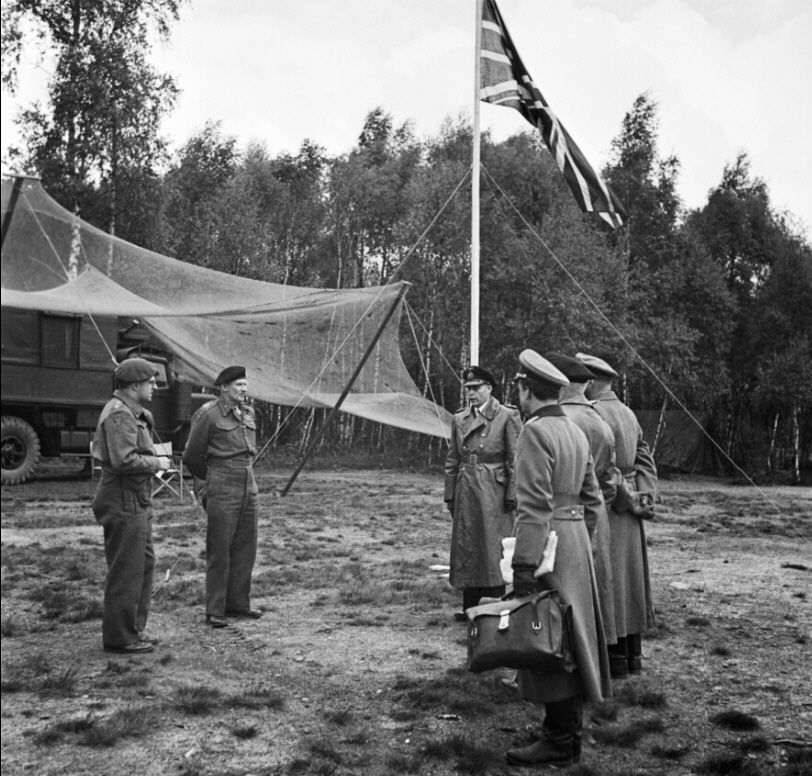
Der britische Feldmarschall Montgomery empfängt am 3. Mai 1945 die deutsche Verhandlungsdelegation auf dem Timeloberg unter der gehissten Fahne des Union Jack

Am 3. Mai 1945 traf an der Villa Möllering in Fahrzeugen eine deutsche Verhandlungsdelegation ein. Nach einer kurzen Besprechung mit General Dempsey wurde sie zum Quartier von Feldmarschall Montgomery auf dem Timeloberg weitergeleitet. Die Deutschen wurden von Montgomery unter der gehissten Fahne des Union Jack empfangen. Die Delegation stand unter dem Vorsitz des neuen Oberbefehlshabers der Kriegsmarine Hans-Georg von Friedeburg. Ihr gehörten General Eberhard Kinzel, Konteradmiral Gerhard Wagner und Major i. G. Jochen Friedel an. Die Delegation war durch den letzten Reichspräsidenten Karl Dönitz, der sich mit der letzten Reichsregierung nach Flensburg-Mürwik abgesetzt hatte, mit Waffenstillstandsverhandlungen beauftragt worden.
Der Delegationsleiter von Friedeburg verlas einen Brief von Generalfeldmarschall Keitel, der darin die Kapitulation der nördlich von Berlin operierenden und in Auflösung befindlichen Heeresgruppe Weichsel mit rund 500.000 Mann anbot. Montgomery lehnte das deutsche Angebot ab, da sich die Heeresgruppe in einem Gebiet aufhielt, das zur sowjetischen Besatzungszone werden sollte. Er forderte stattdessen die bedingungslose Kapitulation aller deutschen Truppen an den westlichen und nördlichen Flanken des von den Briten eroberten Gebietes. Dies waren Nordwestdeutschland, Dänemark und die Niederlande. Er ging nur auf die Forderung ein, dass die Briten deutsche Soldaten als Kriegsgefangene in britisches Gewahrsam nehmen. Da von Friedeburg keine Vollmacht für eine weitgehende Kapitulation hatte, kehrte er am 3. Mai nach Flensburg zurück, um sich das Einverständnis der Regierung Dönitz einzuholen. Dafür wurde ihm eine Frist bis zum Abend des 4. Mai gewährt. Montgomery sorgte für die sichere Rückreise der Delegation, indem er alliierten Luftstreitkräften Angriffe auf Straßenziele untersagte.

### Unterzeichnung

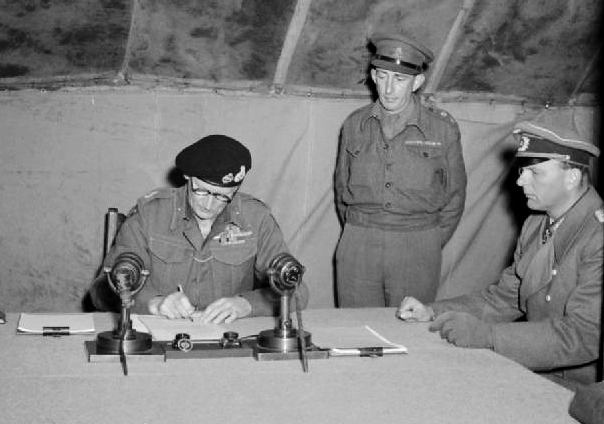
Unterzeichnung der Kapitulationsurkunde durch Feldmarschall Montgomery, rechts General Eberhard Kinzel

Am 4. Mai 1945 kehrte die deutsche Verhandlungsdelegation mit Oberst i. G. Fritz Poleck als zusätzliche Person zum Timeloberg zurück. Zuvor unterrichtete Montgomery um 17 Uhr in einer Pressekonferenz Journalisten über das bevorstehende Ereignis. Die deutsche Delegation traf um 18 Uhr ein und begab sich in das vorbereitete Armeezelt. Montgomery las die englische Version der Kapitulationsurkunde vor und fügte hinzu, dass der Kampf weitergehen würde, wenn das Dokument nicht sofort und ohne Einwände unterzeichnet werde. Anschließend unterschrieben es die deutschen Vertreter und Montgomery als Letzter. Die Unterzeichnung wurde durch Filmaufnahmen eines britischen Kamerateams dokumentiert. Tonaufnahmen für den Rundfunk erfolgten durch die BBC.
Laut einer Verlautbarung des Oberkommandos der Wehrmacht vom 5. Mai 1945 an die Truppe habe man von deutscher Seite mit Unterzeichnung der Kapitulation die Waffen in Nordwestdeutschland, Dänemark und Holland niedergelegt, „weil  der  Kampf gegen die Westmächte seinen Sinn verloren hat. Im Osten jedoch geht der Kampf weiter, um möglichst viele deutsche Menschen vor der Bolschewisierung und Versklavung zu retten.“

## Text der Kapitulationsurkunde
Die Kapitulationsurkunde wurde in englischer Sprache und deutscher Übersetzung verfasst. Der deutsche Text lautet:

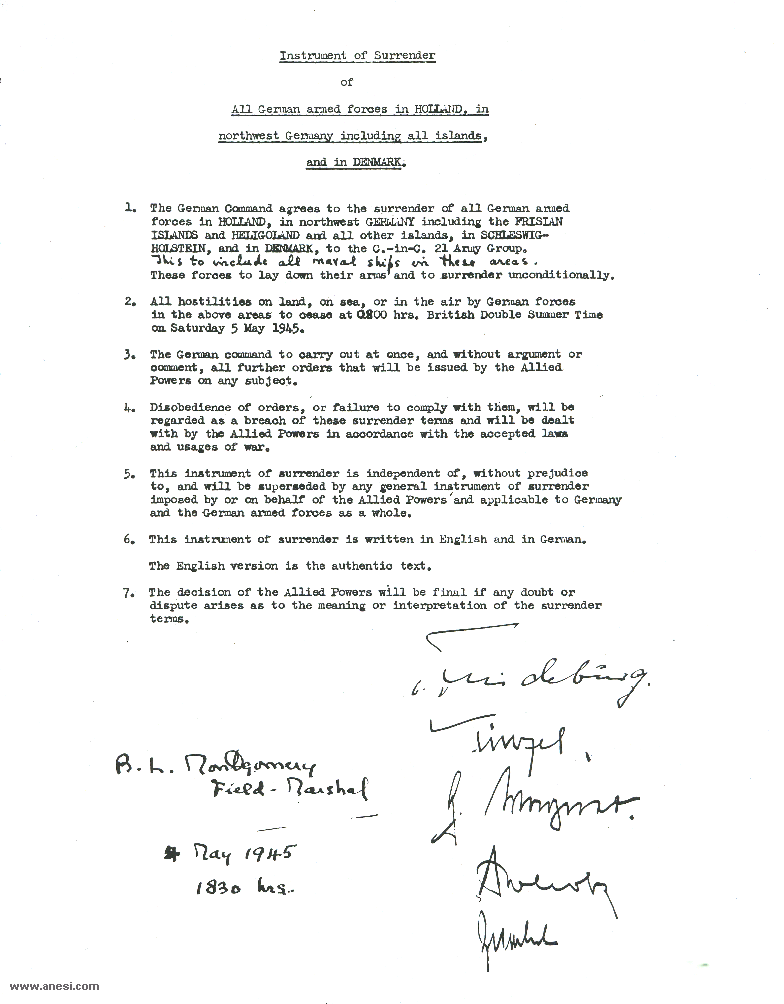
Die von sämtlichen Beteiligten unterschriebene Kapitulationsurkunde im englischen Original

Kapitulations Urkunde der gesamten deutschen Streitkräfte in Holland, in Nordwest Deutschland einschliesslich aller Inseln, und in Dänemark.
1. Das Oberkommando der Deutschen Wehrmacht erklärt sich einverstanden mit der Uebergabe sämtlicher deutschen Streitkräfte in Holland, in Nordwest Deutschland einschließlich der friesischen Inseln  und Helgoland und allen anderen Inseln, in Schleswig-Holstein und in Dänemark an den Oberbefehlshaber der 21. Heeresgruppe. Dieses schließt alle Schiffe in diesen Zonen ein.
Diese Streitkräfte haben die Waffen zu strecken und sich bedingungslos zu ergeben.
2. Alle Kampfhandlungen auf dem Lande, zur See und in der Luft durch Deutsche Streitkräfte in den vorgenannten Gebieten sind um 8 Uhr vormittags doppelte britische Sommerzeit am Sonnabend den 5ten Mai 1945 einzustellen.
3. Die betreffenden Deutschen Befehlsstellen haben sofort und ohne Widerrede oder Kommentar alle weiteren Befehle auszuführen, welche durch die Alliierten Mächte in jedweder Sache erteilt werden.
4. Ungehorsam in Bezug auf Befehlen oder Ermangelungen in deren Ausführung werden als Bruch dieser Uebergabebedingungen angesehen und werden von den Alliierten Mächten laut den Rechten und Kriegsbräuchen behandelt.
5. Diese Uebergabebedingungen sind unabhängig von, ohne Vorbehalt auf und werden überholt durch irgendwelche allgemeinen Uebergabebedingungen, welche durch oder im Auftrag der Alliierten Mächte gestellt werden in Bezug auf Deutschland und den Deutschen Streitkräften im Ganzen.
6. Der Wortlaut dieser Kapitulations Urkunde ist in Englischer und Deutscher Sprache aufgestellt.
Der englische Text ist der Massgebende.
7. Sollten sich irgendwelche Zweifel oder Dispute bezüglich der Auslegung oder Deutung der Uebergabebedingungen ergeben, so ist die Entscheidung der Alliierten Mächte die Endgültige.

## Hintergrund
Am Ende des Zweiten Weltkriegs bestand Anfang Mai 1945 keine Front mehr. Das Gebiet des Deutschen Reichs war in weiten Teilen bereits von den Alliierten besetzt. In noch unbesetzten Bereichen waren deutsche Truppenteile auf isolierte und von den Alliierten umkesselte Flächen verteilt. Nach dem Suizid Adolf Hitlers am 30. April, der jegliche Art von Kapitulation abgelehnt hatte, beabsichtigte sein Nachfolger Karl Dönitz mit den Westmächten über regionale Teilkapitulationen zu verhandeln. Dönitz und sein Kabinett hofften auf den Zerfall des Bündnisses zwischen den Westalliierten und der Sowjetunion. Auch wollte die Regierung Dönitz durch ein Angebot von Teilkapitulationen im Westen Zeit gewinnen und die Kampfkraft der Wehrmacht gegenüber der Roten Armee im Osten erhalten. Deutsche Soldaten sollten in westliche Kriegsgefangenschaft gelangen können, um ihnen eine sowjetische zu ersparen. Ebenso sollte die fliehende Zivilbevölkerung durch die britischen Linien hindurchgelassen werden.
Es wird geschätzt, dass durch die Teilkapitulation 1,6 bis 2 Millionen deutsche Soldaten die Waffen niederlegten.
Montgomery soll sein Quartier auf dem Timeloberg eingerichtet haben, weil er ihm als Feldherrenhügel die Sicht auf die britischen Kämpfe um den Artlenburger Brückenkopf und den amerikanischen Vormarsch auf Mecklenburg beim Brückenkopf bei Bleckede ermöglichte. Die damals noch weitgehend unbewaldete Anhöhe habe er als Ort der Kapitulationszeremonie ausgewählt, weil sie eine gute Fernsicht auf die rund fünf Kilometer entfernte und von den Briten besetzte Hansestadt Lüneburg bot.
Das Kapitulationsereignis auf dem Timeloberg ist in der deutschen Erinnerungskultur über lange Zeit wenig beachtet worden. In den Niederlanden ist der 5. Mai, an dem die deutsche Kapitulation in Kraft trat, mit dem Bevrijdingsdag ein Feiertag.

## Gedenken

### Erstes Gedenken

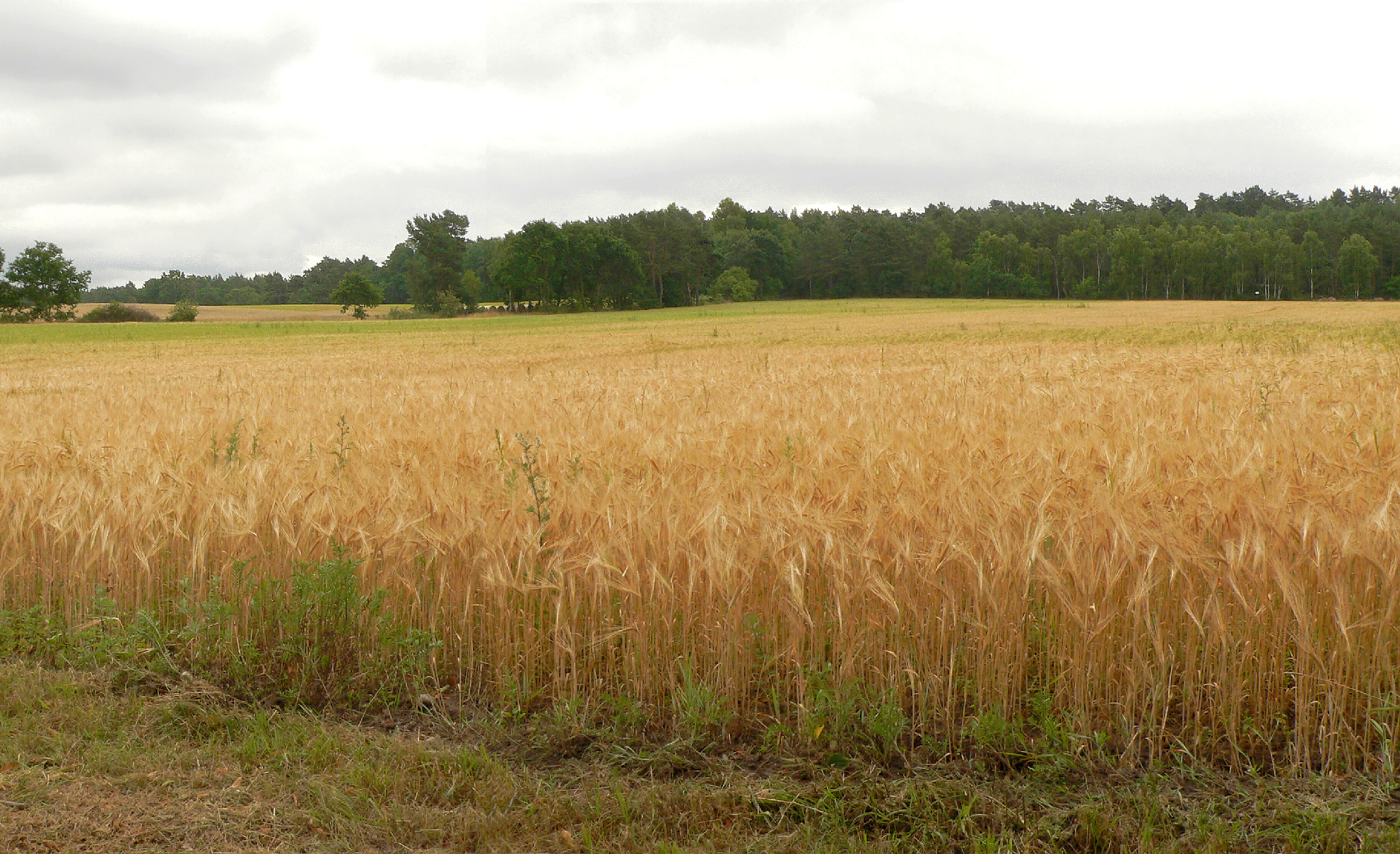
Blick von der Kreisstraße auf den Timeloberg, etwa in der Bildmitte steht der Gedenkstein von 1995

Der britische Feldmarschall Montgomery benannte den Timeloberg in „Victory Hill“ (Siegeshügel) um und ließ noch 1945 zum Andenken an die Kapitulation auf ihm eine Holztafel aufstellen. Nachdem die Tafel mehrmals entwendet worden war, ersetzte man sie durch ein steinernes Denkmal. Das war ein dreiteiliger Gedenkstein aus Granit, an dem eine Bronzetafel angebracht war. Sie trug eine Inschrift in englischer Sprache mit dem Wortlaut:
„Here, on 4th May 1945 a delegation from the German High Command surrendered unconditionally to Field Marshal Montgomery all land, sea and air forces in North-West Germany, Denmark and Holland“
(Übersetzung: „Hier ergab sich am 4. Mai 1945 bedingungslos eine Abordnung des Oberkommandos der deutschen Wehrmacht dem Feldmarschall Montgomery mit sämtlichen Land-, See- und Luftstreitkräften in Nordwestdeutschland, Dänemark und Holland“)
Da die Briten den Schutz des Denkmals für ungenügend hielten, mussten deutsche Zivilisten auf dem Timeloberg Wache halten. Dazu stand neben dem Denkmal ein Wachhäuschen. Trotz der Bewachung entwendeten Unbekannte 1955 die Bronzetafel des Denkmals und hinterließen den Schriftzug „Lasst uns die Vergangenheit vergessen.“ Bei einem Besuch Montgomerys 1958 in Lüneburg entschied er, das Denkmal nach Großbritannien translozieren zu lassen. Für den Abtransport wurden zwei der größten Kräne der Britischen Rheinarmee eingesetzt, um den neun Tonnen schweren Gedenkstein zu verladen. Er wurde auf das Gelände der Militärakademie Sandhurst verbracht, wo Montgomerys militärische Laufbahn begonnen hatte. Dort steht er noch heute.
2025 tauchte die 1955 entwendete Bronzetafel wieder auf. Angehörige der Uelzener Turnerjugend hatten sie damals gestohlen und im Uelzener Stadtwald vergraben, wo sie Sonnwendfeiern durchführten. Ein Hobbyhistoriker spürte die Tafel im Laufe einer 30-jährigen Suche auf. Die Tafel ist im Museum Lüneburg ausgestellt, wo sie Teil der Dauerausstellung werden soll.

### Gedenken in jüngerer Zeit

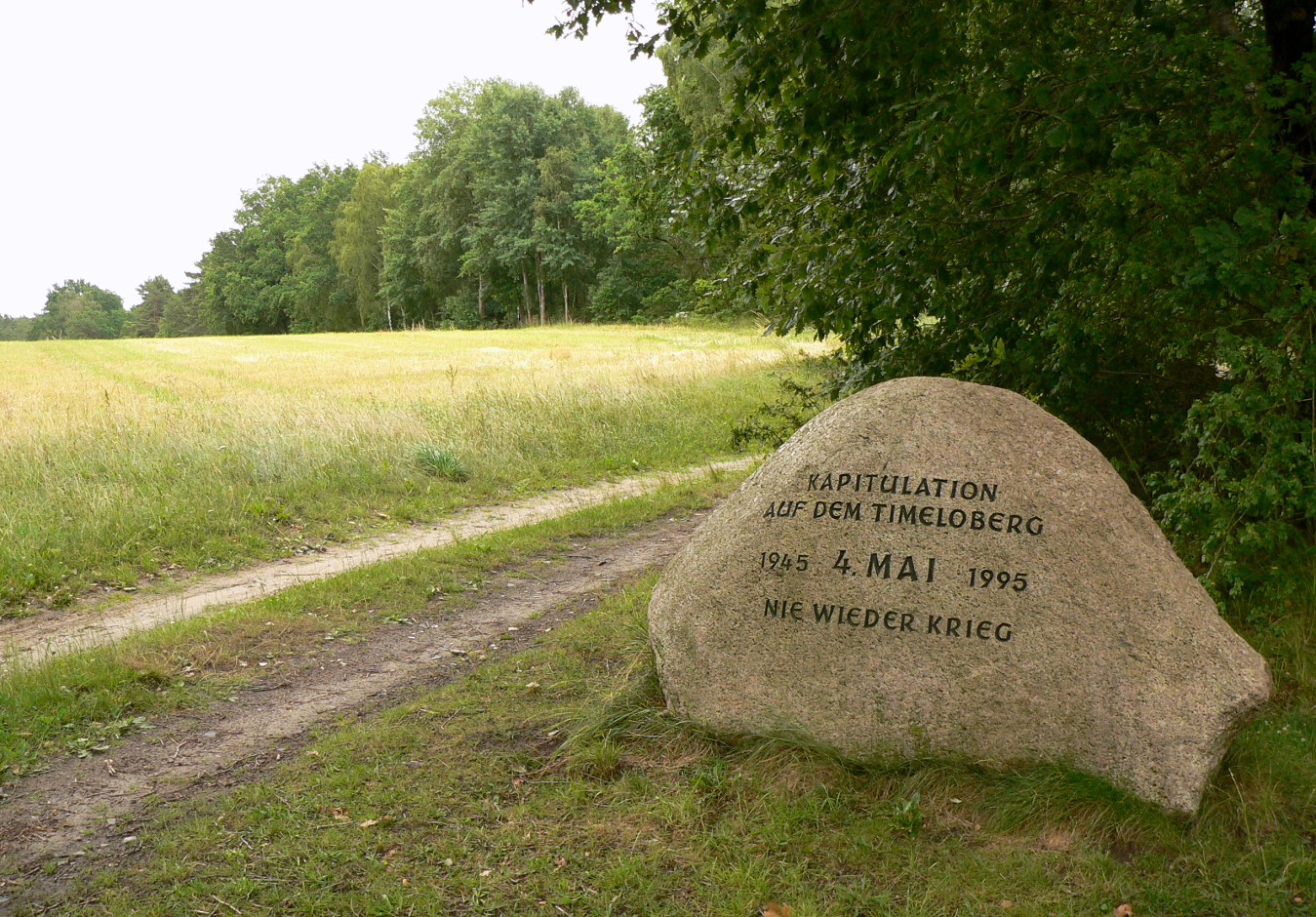
Gedenkstein zur Kapitulation am Fuße des Timeloberges, 1995 aufgestellt

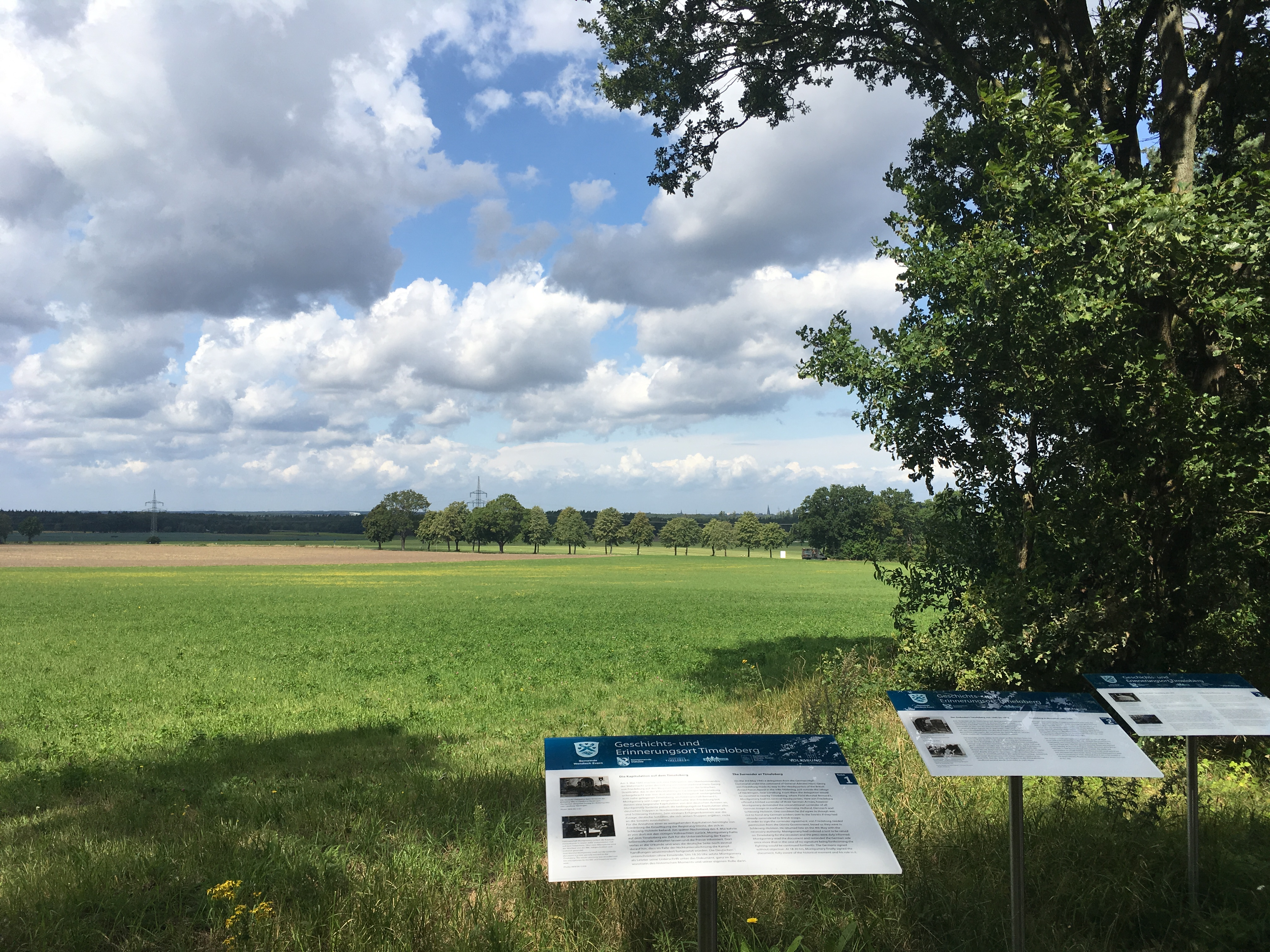
Informationstafeln am Gedenkort Timeloberg, 2019 aufgestellt

Heute liegt der historische Ort der Kapitulationsunterzeichnung im militärischen Sperrgebiet des Standortübungsplatzes Wendisch Evern der Bundeswehr, der nicht öffentlich zugänglich ist. 50 Jahre nach der Unterzeichnung der Kapitulation wurde 1995 außerhalb des Sperrgebietes am Fuße des Timelobergs ein Gedenkstein in Beisein des damaligen Niedersächsischen Kulturministers Rolf Wernstedt aufgestellt. Der Stein trägt die Aufschrift „Kapitulation auf dem Timeloberg, 1945, 4. Mai, 1995, Nie wieder Krieg“. Kurz nach der Aufstellung wurde er von Unbekannten umgeworfen und 2002 zerstörten Unbekannte seine Inschrift, die wieder hergestellt wurde. Der Gedenkstein steht knapp 400 Meter nördlich des Ortes der Kapitulation und dem Standort des früheren Denkmals. Einzige Reste an der heute mit Jungwald bestandenen Stelle im Sperrgebiet sind das von Waldboden bedeckte Betonfundament des Denkmals und Fundamentreste des Wachhäuschens.
Vom 4. Mai 1995 bis zum 31. Oktober 1995 fand im Deutschen Salzmuseum die Sonderausstellung „Lüneburg '45..., der Krieg geht zu Ende!“ statt. Bei der Eröffnung der Ausstellung am 3. Mai sprachen David Viscount Montgomery of Alamein, Sohn von Bernard Montgomery, und Ludwig von Friedeburg, Sohn von Hans-Georg von Friedeburg.
Seit 1995 finden alle 10 Jahre größere Gedenkveranstaltungen am Gedenkstein am Timeloberg statt. 2005 nahmen daran die Söhne Montgomerys und von Friedeburgs teil, 2015 waren es Enkelkinder. Am 70. Jahrestag 2015 hielt der frühere Niedersächsische Kulturminister Rolf Wernstedt die Festrede. Die zum 75. Jahrestag vorgesehene Gedenkveranstaltung im Jahr 2020 wurde aufgrund der COVID-19-Pandemie um ein Jahr verschoben und 2021 nachgeholt. Dazu hatte ein Künstler eine überdimensionale Friedenstaube mit dem Datum „4.5.1945“ in ein angrenzendes Feld gemäht.
Seit 2006 findet jährlich am Timeloberg ein Volkslauf mit dem Titel „ZeitlosLauf“ statt, der an die Teilkapitulation erinnert und eine friedenspolitische Intention hat.
Die Erforschung und Aufwertung des zeithistorischen Ortes zu einem Gedenkort erfolgte ab 2018 durch eine Projektgruppe, in der die „Initiative Timeloberg“, der Volksbund Deutsche Kriegsgräberfürsorge, die Lüneburger Wilhelm-Raabe-Schule, die Gemeinde Wendisch Evern und die Samtgemeinde Ostheide mitwirkten. 2019 wurden an der vorbeiführenden Kreisstraße eine Informationstafel und neben dem Gedenkstein am Fuße des Timeloberges drei Informationstafeln aufgestellt.